# Paralecta acutangula
Paralecta acutangula är en fjärilsart som beskrevs av Diakonoff 1954. Paralecta acutangula ingår i släktet Paralecta och familjen plattmalar. Inga underarter finns listade i Catalogue of Life.